# Kolitzheim
Kolitzheim ist eine Gemeinde im unterfränkischen Landkreis Schweinfurt in Bayern. Sie ist die zehntgrößte Weinbaugemeinde im Weinanbaugebiet Franken.

## Geografie
Die Gemeinde liegt zwischen Schweinfurt und Volkach am südlichen Rand des Schweinfurter Beckens und am Fuße des Gaibacher Bergs. Schweinfurt, Gerolzhofen und der Steigerwald liegen auf Sichtweite vom südlichen Gemeindegebiet. Naturräumlich ist die Gemeinde in der Herlheimer Mulde zu finden, die von Tonkeuperböden beherrscht wird.

### Gemeindegliederung
Es gibt elf Gemeindeteile (in Klammern ist der Siedlungstyp angegeben):
- Gernach (Kirchdorf)
- Herleshof (Einöde)
- Herlheim (Pfarrdorf)
- Kolitzheim (Pfarrdorf)
- Lindach (Kirchdorf)
- Lohmühle (Einöde)
- Oberspiesheim (Kirchdorf)
- Stammheim (Pfarrdorf)
- Unterspiesheim (Pfarrdorf)
- Wadenbrunn (Weiler)
- Zeilitzheim (Pfarrdorf)

Es gibt die Gemarkungen Gernach, Herlheim, Kolitzheim, Lindach, Oberspiesheim, Stammheim, Unterspiesheim und Zeilitzheim.

### Nachbargemeinden
Nachbargemeinden sind (von Norden beginnend im Uhrzeigersinn): Schwebheim, Grettstadt, Sulzheim, Frankenwinheim, Volkach, Eisenheim, Wipfeld und Röthlein.

## Geschichte

### Bis zur Gemeindegründung
Der Ortsname wurde 791 als „Coldleibesheim“ erstmals erwähnt, als der Grundherr Hiltrich und seine Gemahlin Hruandun dem Kloster Fulda Güter schenkten.
Der Autor Friedrich Abel nimmt an, dass der Ort als fränkische Siedlung um 600 von einem Merowinger namens Coldleib gegründet wurde. Aus Coldleibesheim wurde „Coldosheim“ und „Collosheim“, später „Coldsheim“ und „Collshem“. Als die deutsche Sprache im 14. Jahrhundert in den Urkunden vorherrschend wurde, wurde es „Kolotsheim“, „Koleczheim“ und „Koliczheim“ genannt.
Im Jahre 1796 besetzte die französische Revolutionsarmee das Frankenland. In der Nacht des 24. Juli wurde Kolitzheim von Dragonern überfallen und gebrandschatzt. Tagelang dauerte der Durchmarsch französischer Bataillone. Die Bevölkerung lebte in furchtbarer Angst. In dieser Not legten die Kolitzheimer ein Gelübde ab: Um weitere Kriegsnot abzuwenden, versprachen sie, alljährlich ein 33-stündiges Gebet vom Karfreitagmorgen bis zum Karsamstagabend abzuhalten. Dieses Gelübde wird bis heute eingehalten.
Als Teil des Hochstiftes Würzburg wurde Kolitzheim 1803 zugunsten Bayerns säkularisiert, dann im Frieden von Pressburg 1805 Erzherzog Ferdinand von Toskana zur Bildung des Großherzogtums Würzburg überlassen, mit welchem es 1814 endgültig an Bayern fiel. Im Zuge der Verwaltungsreformen in Bayern entstand mit dem Gemeindeedikt von 1818 die Gemeinde Kolitzheim. Sie wurde Teil des ehemaligen Landkreises Gerolzhofen.

### Kreiszugehörigkeit
Der Landkreis Gerolzhofen wurde 1972 aufgelöst und die Gemeinde Kolitzheim wurde Teil des Landkreises Schweinfurt.

### Eingemeindungen
Am 1. Mai 1978 wurde der Ort Kolitzheim Sitz der im Zuge der bayerischen Gemeindereform neu konstituierten Gemeinde Kolitzheim mit den ehemals acht Gemeinden Kolitzheim, Gernach, Unterspiesheim, Oberspiesheim, Lindach, Stammheim, Herlheim und Zeilitzheim.

### Einwohnerentwicklung
Im Zeitraum 1988 bis 2018 stieg die Einwohnerzahl von 5058 auf 5549 um 491 Einwohner bzw. um 9,7 %. 1999 hatte die Gemeinde 5748 Einwohner.
Quelle: BayLfStat
Einwohnerentwicklung seit 1840:
| Jahr | Einwohner |
| ---- | --------- |
| 1840 | 3415      |
| 1871 | 3583      |
| 1900 | 3587      |
| 1925 | 3914      |
| 1939 | 4205      |

| Jahr | Einwohner |
| ---- | --------- |
| 1950 | 5433      |
| 1961 | 4779      |
| 1970 | 4987      |
| 1987 | 4990      |
| 1991 | 5173      |

| Jahr | Einwohner |
| ---- | --------- |
| 1995 | 5462      |
| 2000 | 5748      |
| 2003 | 5662      |
| 2004 | 5615      |
| 2005 | 5519      |

| Jahr | Einwohner |
| ---- | --------- |
| 2006 | 5495      |
| 2007 | 5509      |
| 2008 | 5484      |
| 2009 | 5449      |
| 2010 | 5379      |

| Jahr | Einwohner |
| ---- | --------- |
| 2011 | 5427      |
| 2012 | 5393      |
| 2013 | 5414      |
| 2014 | 5429      |
| 2015 | 5463      |

Die Einwohner verteilen sich auf die Gemeindeteile wie folgt (Stand: 30. Juni 2021):
| Gemeindeteil   | Hauptwohnung | Nebenwohnung | Insgesamt |
| -------------- | ------------ | ------------ | --------- |
| Gernach        | 545          | 035          | 580       |
| Herlheim       | 474          | 029          | 503       |
| Kolitzheim     | 730          | 044          | 774       |
| Lindach        | 517          | 032          | 549       |
| Oberspiesheim  | 628          | 033          | 661       |
| Stammheim      | 890          | 051          | 941       |
| Unterspiesheim | 12800        | 061          | 13410     |
| Zeilitzheim    | 653          | 035          | 688       |
| Insgesamt      | 57170        | 0320         | 60370     |

## Politik

### Gemeinderat
Die Gemeinderatswahl 2020 ergab folgende Stimmenanteile und Sitzverteilung:

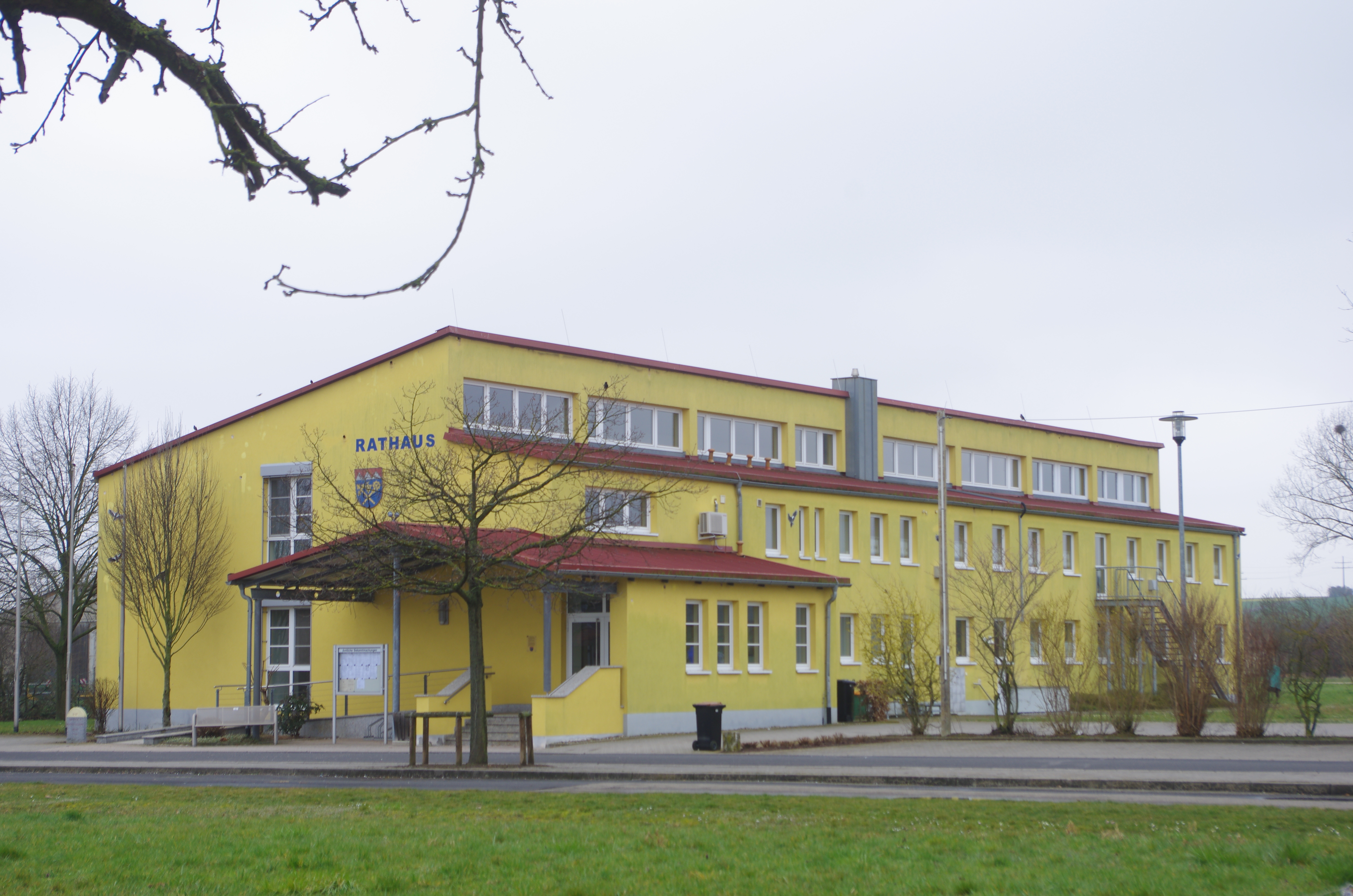
Rathaus Kolitzheim

| Partei / Liste                                     | Stimmenanteil | Sitze |
| -------------------------------------------------- | ------------- | ----- |
| CSU – Wählergruppe Kolitzheim                      | 11,29 %       | 2     |
| Achtsam                                            | 10,87 %       | 2     |
| Bürgerwahlvereinigung Zeilitzheim                  | 10,11 %       | 2     |
| Christliche Wählergruppe Lindach                   | 09,12 %       | 2     |
| Christliche Wählergruppe Stammheim                 | 14,81 %       | 3     |
| Dorfgemeinschaft Gernach                           | 09,07 %       | 2     |
| Freie Wählergemeinschaft/Bürgerblock Oberspiesheim | 08,27 %       | 2     |
| Wählergemeinschaft Herlheim                        | 09,06 %       | 2     |
| Wählergruppe Unterspiesheim                        | 17,41 %       | 3     |
| Summe                                              | 100 %         | 20    |
| Wahlbeteiligung: 75,50 %                           |               |       |

### Bürgermeister
Horst Herbert (CSU) ist seit 1. Mai 1996 Bürgermeister; er wurde zuletzt am 15. März 2020 bei einer Wahlbeteiligung von 75,5 % mit 61,4 % der Stimmen für weitere sechs Jahre gewählt.

### Wappen und Flagge

#### Wappen
| Wappen Gde. Kolitzheim | Blasonierung: „Unter rotem Schildhaupt, darin drei gesenkte silberne Spitzen, in Blau schräg gekreuzt ein goldener Kreuzstab und ein goldener Abtstab, darüber eine goldene Weintraube.“ |
| Wappen Gde. Kolitzheim | Wappenbegründung: Die Gemeinde Kolitzheim besteht seit 1978 aus den Gemeinden Gernach, Herlheim, Kolitzheim, Lindach, Oberspiesheim, Stammheim und Zeilitzheim. In allen genannten Gemeindeteilen hatte das Hochstift Würzburg grundherrschaftliche Rechte; so war Herlheim eine der 742 von Karlmann zur Fundation des Bistums Würzburg gestifteten königlichen Eigenkirchen. Neben den großen Würzburger Klöstern, wie St. Stephan, hatten die Klöster Maidbronn und Ebrach, außerdem die Stifte Haug und Heidenfeld Besitz im heutigen Gemeindegebiet. Als Hinweis auf die kirchlichen Grundherrn zeigt das Gemeindewappen Kreuzstab und Abtstab. Das Hochstift Würzburg ist durch sein Wappenbild, den fränkischen Rechen vertreten. Die Weintraube wurde als zusätzliches Wappenbild wegen des besonders im Gemeindeteil Stammheim betriebenen Weinbaus gewählt. Das Wappen wurde am 18. Januar 1982 durch die Regierung von Unterfranken genehmigt. |

#### Flagge
Die Gemeindeflagge ist Rot-Gelb-Blau.

## Kultur und Sehenswürdigkeiten

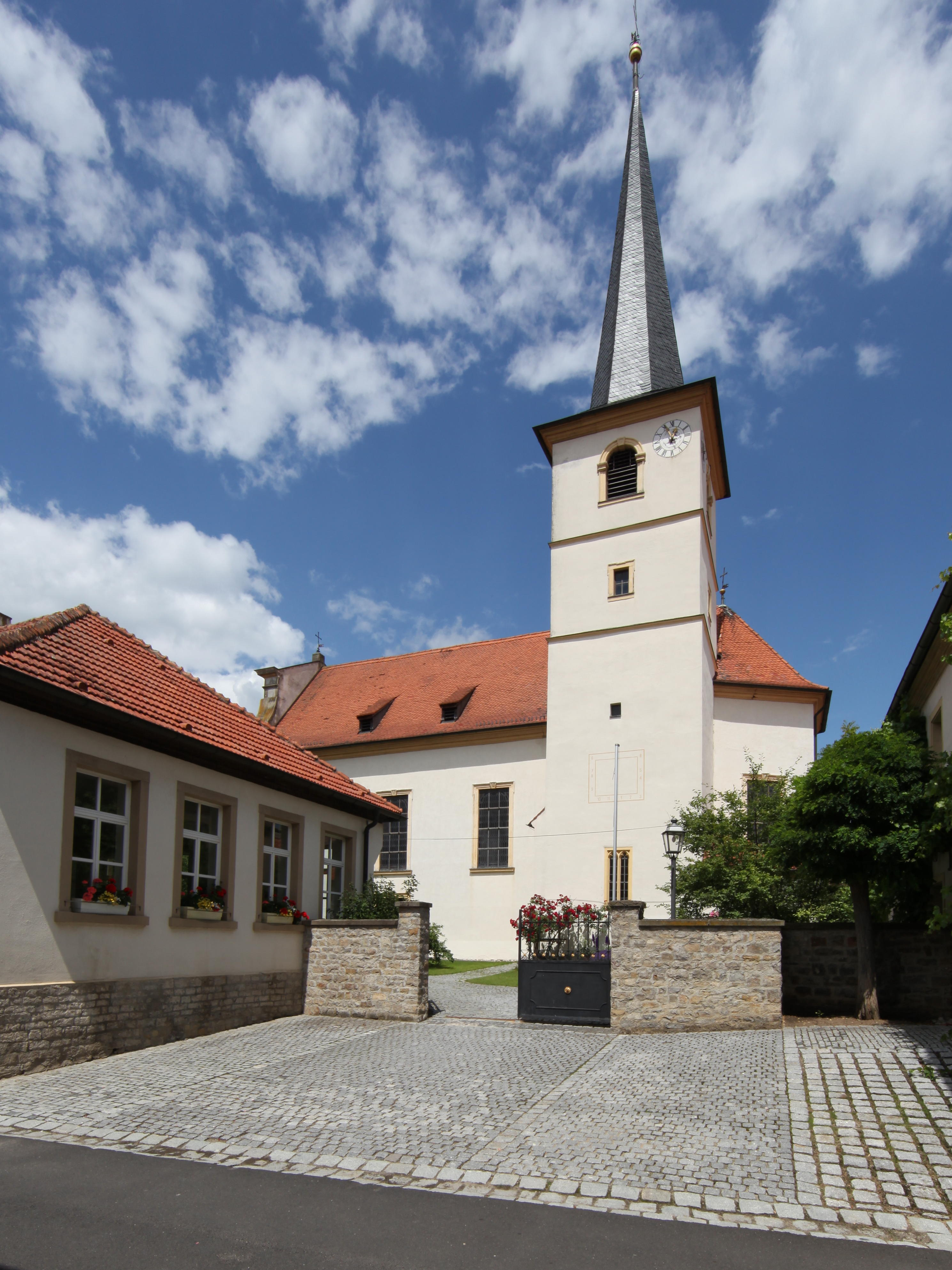
Katholische Kirche St. Stephan

- In Stammheim, dem größten Weinbauort des Landkreises Schweinfurt, findet jedes Jahr am letzten Juli-Wochenende das Straßenweinfest statt.
- Einmal jährlich finden im Ortsteil Lindach die Weinbergswanderung (1. Mai) und das Straßenweinfest (1. Wochenende im August) statt. Dabei werden der Frankenwein aus Lindach und nach althergebrachten Rezepten hergestellte Lebensmittel präsentiert und verkauft.
- Museum für Militär- und Zeitgeschichte in Stammheim am Main
- Das Kulturzentrum Schloss Zeilitzheim mit jährlichem Kulturprogramm. Die Familie von Halem als Betreiber erhielt im Jahre 2004 den Deutschen Preis für Denkmalschutz für die Wiederherstellung und Nutzung des Schlosses.
- Ein Weinfest findet am dritten Augustwochenende am Zeilitzheimer Marktplatz statt.
- Am zweiten Wochenende im Juli finden die Blasmusiktage in Gernach mit dem  Benfiz-Dorflauf am Sonntag (400, 1.000, 4.000, 6.000 und 10.000 Meter) statt.
- Das jährliche Unterspiesheimer Bierfest
- Die Fendt-Feldtage auf Gut Wadenbrunn mit jeweils mehr als 50.000 Besuchern aus ganz Europa.

## Wirtschaft und Infrastruktur
Die Gemeindeteile Kolitzheim und Unterspiesheim werden von der Staatsstraße 2271 durchzogen.

### Wirtschaft
Es gab 2020 nach der amtlichen Statistik im Bereich der Land- und Forstwirtschaft 70, im produzierenden Gewerbe 347 und im Bereich Handel, Verkehr und Gastgewerbe 143 sozialversicherungspflichtig Beschäftigte am Arbeitsort. In sonstigen Wirtschaftsbereichen waren am Arbeitsort 183 Personen sozialversicherungspflichtig beschäftigt. Sozialversicherungspflichtig Beschäftigte am Wohnort gab es insgesamt 2530. Im verarbeitenden Gewerbe gab es einen Betrieb, im Bauhauptgewerbe neun Betriebe. Im Jahr 2016 bestanden zudem 155 landwirtschaftliche Betriebe mit einer landwirtschaftlich genutzten Fläche von 5382 Hektar, davon waren 4889 Hektar Ackerfläche und 285 Hektar Dauergrünfläche. Im Jahr 2017 betrug die Rebfläche 160 ha.
Das Solarenergieunternehmen Belectric hat seinen Sitz in Kolitzheim.

### Flugplatz Kolitzheim-Herleshof
Östlich des Hauptortes, in der Nähe des ehemaligen Hofgutes Herleshof befindet sich der Sonderlandeplatz Kolitzheim-Herleshof. Er verfügt über eine 870 m lange Start- und Landebahn aus Gras mit einem Mittelstreifen von 6,5 m Breite aus Bitumen, die an einen Feldweg erinnert. Der Flugplatz wurde im Jahr 2015 eingerichtet und wird durch die Familie Schönborn betrieben, die auch die einzigen Landungen auf dem Platz vornehmen darf.

### Bildung
Es gibt folgende Einrichtungen (2004):
- sechs Kindergärten
- eine Grundschule (mit Schulhäusern in Herlheim, Sitz der Schulverwaltung, Zeilitzheim, Stammheim)

## Persönlichkeiten

### Söhne und Töchter der Gemeinde
- Heinrich VI. Pförtner († 1646), deutscher Zisterzienserabt, geboren im Ortsteil Unterspiesheim
- Adolf Wächter (1873–1954), Oberbürgermeister von Bamberg, geboren im Ortsteil Herlheim
- Franz Herbert (1885–1945), deutscher Politiker und Märtyrer
- Valentin Müller (1891–1951), deutscher Arzt

### Persönlichkeiten, die vor Ort gewirkt haben
- Heinz Miederer (1928–1990), Pfarrer und Rektor der Diakonie Neuendettelsau; er war von 1956 bis 1963 Pfarrer in Zeilitzheim